# Osiedle kopalni Dębieńsko w Czerwionce
Osiedle kopalni Dębieńsko w Czerwionce – zespół budynków mieszkalnych (familoków) zlokalizowanych w centralnej części Czerwionki (miasto Czerwionka-Leszczyny, województwo śląskie) pomiędzy ulicami: Szkolną, Wolności, Słowackiego, Hallera, Kombatantów i Mickiewicza. Został wpisany do rejestru zabytków w 1995.

## Historia i architektura

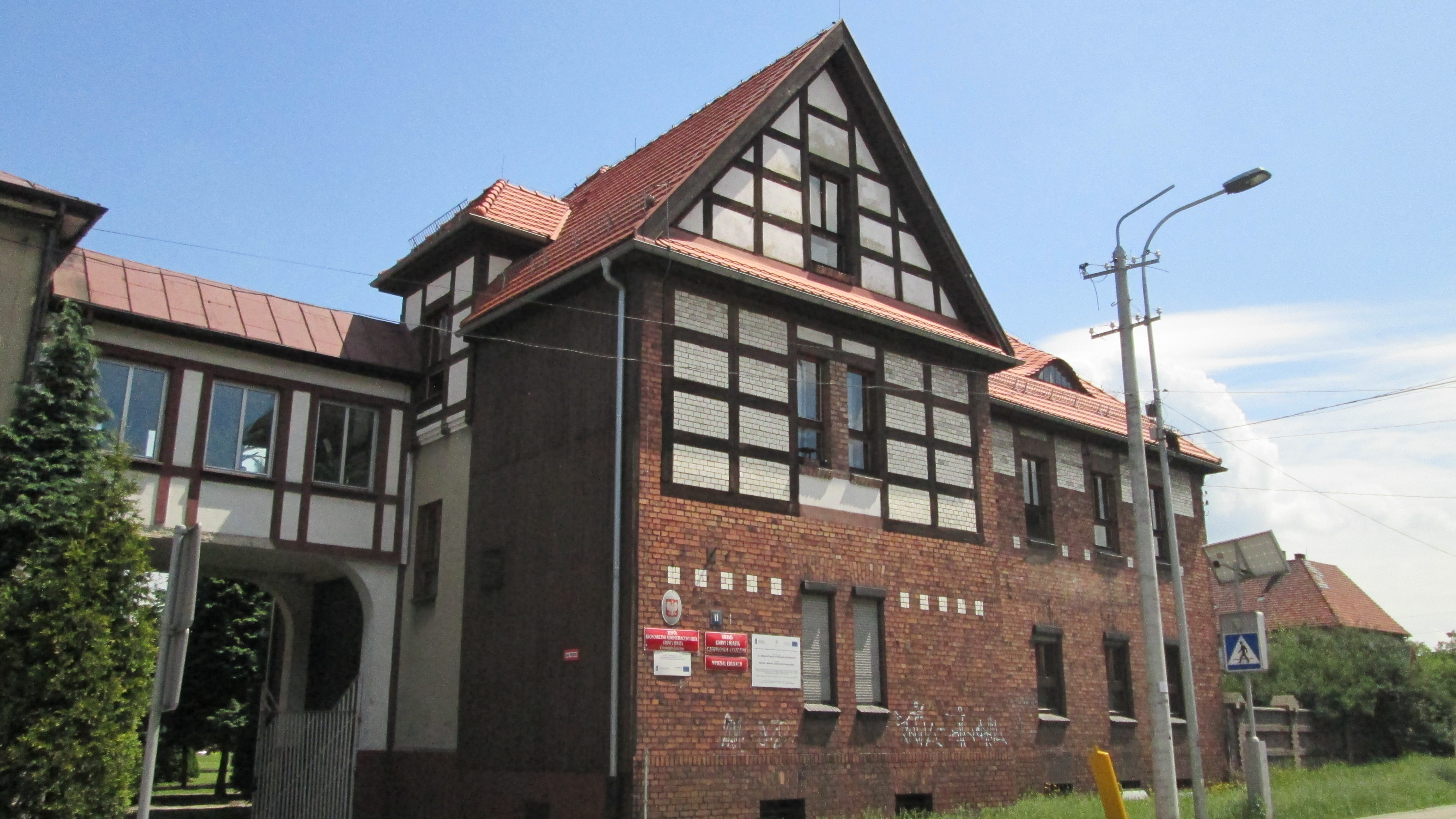
Dom z elementem muru pruskiego (ul. Wolności 11)

Osiedle patronackie 84 budynków z czerwonej cegły obejmuje obszar około 15 hektarów. Powstawało dla pracowników kopalni Dębieńsko etapami w latach 1898–1916. Domy są wolnostojące, jedno- i dwukondygnacyjne, wzbogacone fragmentami z glazurowanej białej cegły, muru pruskiego, gładkimi tynkami piaskowymi i innymi elementami. Budynki usytuowano równolegle do ulic. Ich dachy kryte są dachówka ceramiczną. Obrzeża zespołu (od ul. Wolności) zabudowano obiektami parterowymi z dachami mansardowymi nad poddaszami, które są częściowo użytkowe. Wewnątrz zespołu stoją budynki dwukondygnacyjne o zróżnicowanej architekturze i dekoracjach. Zamknięcia ulic poprzecznych z widokiem w kierunku ul. Wolności są zaakcentowane budynkami większych rozmiarów i bogatszym wystroju elewacyjnym.
Wejścia do domów usytuowano na ich tyłach lub bokach. Poszczególne z nich mieściły od czterech do ośmiu mieszkań z kuchniami. Mieszkania robotnicze miały od 40 do 70 m², a urzędnicze były większe. Budynki wyposażono w strychy użytkowe, piwnice, piece kaflowe, wodociągi, kanalizację i prąd z sieci należącej do kopalni, a nadto w obiekty gospodarcze przeznaczone do przydomowej hodowli niewielkich zwierząt. Ubikacje zlokalizowano w budynkach gospodarczych. Istniały również ogródki rodzinne o powierzchni około 250 m² (zajmowały one łącznie 6,7 hektara, czyli prawie połowę powierzchni kompleksu). Na osiedlu była też pralnia i piekarnia chleba (obecnie Miejski Ośrodek Kultury przebudowany w latach 70. XX wieku), szkoła (ul. Szkolna – zachowane wejście) i ochronka (ul. Wolności 11, obecnie przedszkole, częściowo rozbudowane).
Układ urbanistyczny jest zachowany w dobrym stanie i uzupełniony stosunkowo zdrową, różnorodną zieleń liściastą rosnącą wzdłuż ulic, np. na ul. Słowackiego rośnie dwurzędowa aleja lipowa. Także na ulicach Hallera i Mickiewicza znajdują się aleje formowanych akacji, a na ul. Wolności – jarzębiny. Ulica Szkolna obsadzona jest starymi lipami, kasztanowcami, jak również bukami. Cenną właściwością zespołu jest silne zróżnicowanie form architektonicznych oraz urozmaicenie detali (na 80 budynków istnieje 40 ich typów). Z uwagi na wartość zabytkową osiedla, od początku XXI wieku jest ono rewitalizowane i promowane jako atrakcja turystyczna regionu górnośląskiego. Znajduje się na Szlaku Zabytków Techniki Województwa Śląskiego.

## Ochrona konserwatorska
Układ urbanistyczny kolonii jest wpisany do wojewódzkiego rejestru zabytków pod nr rej. A/1550/95 z 10 listopada 1995. Do rejestru wpisano:
- 11 domów przy ul. Hallera 1–11,
- 8 domów i 7 budynków gospodarczych przy ul. Kombatantów 1–7, 9,
- szkołę przy ul. Kombatantów 8,
- 11 domów i 10 budynków gospodarczych przy ul. Mickiewicza 1–11,
- 14 domów przy ul. Słowackiego 1–13, 15,
- dom przy ul. Szkolnej 1,
- 41 domów i 5 budynków gospodarczych przy ul. Wolności 1–26, 28, 30, 32, 34, 36, 38, 40, 42, 44, 46, 48, 50, 52–54[3].

## Galeria

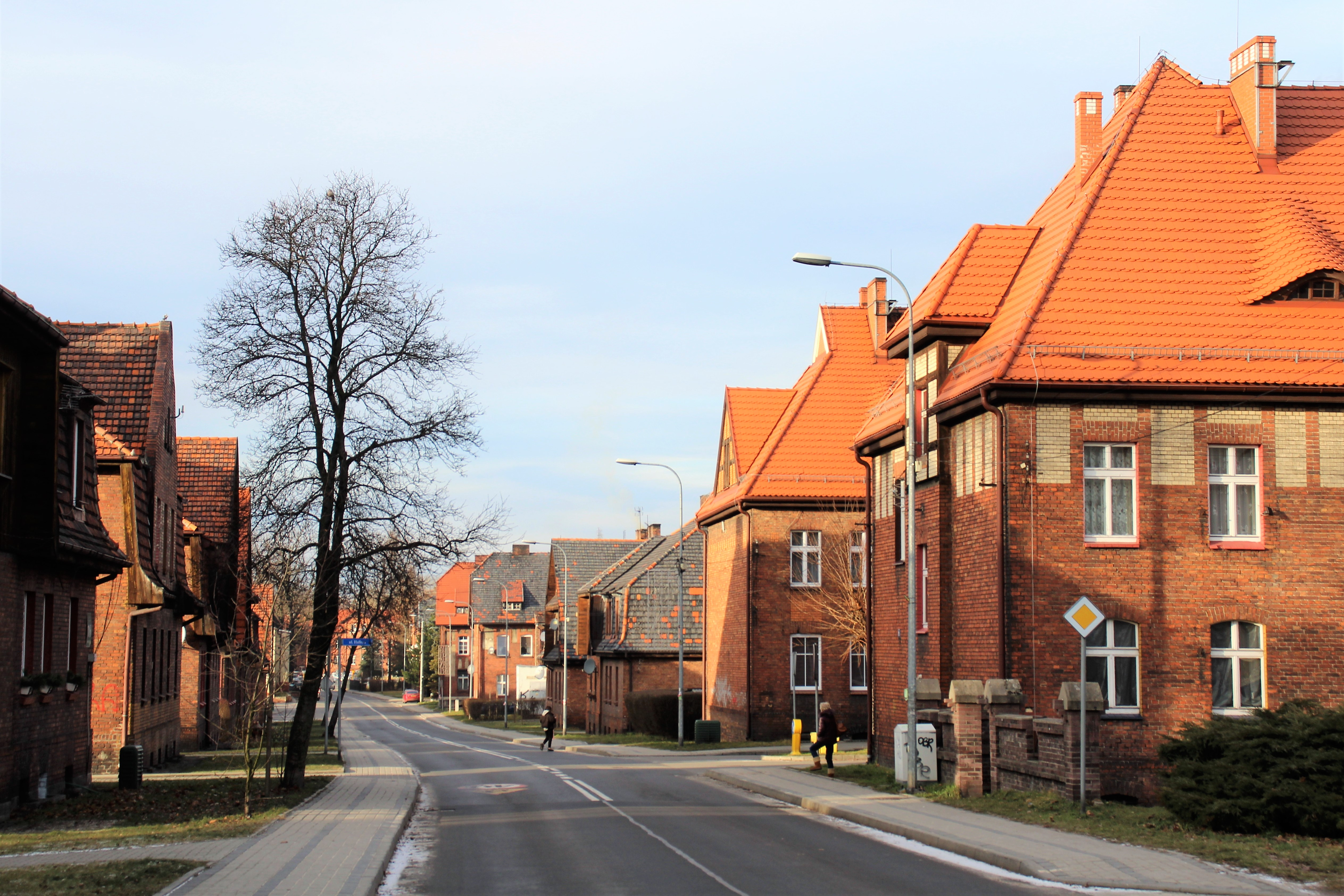
Ulica Wolności
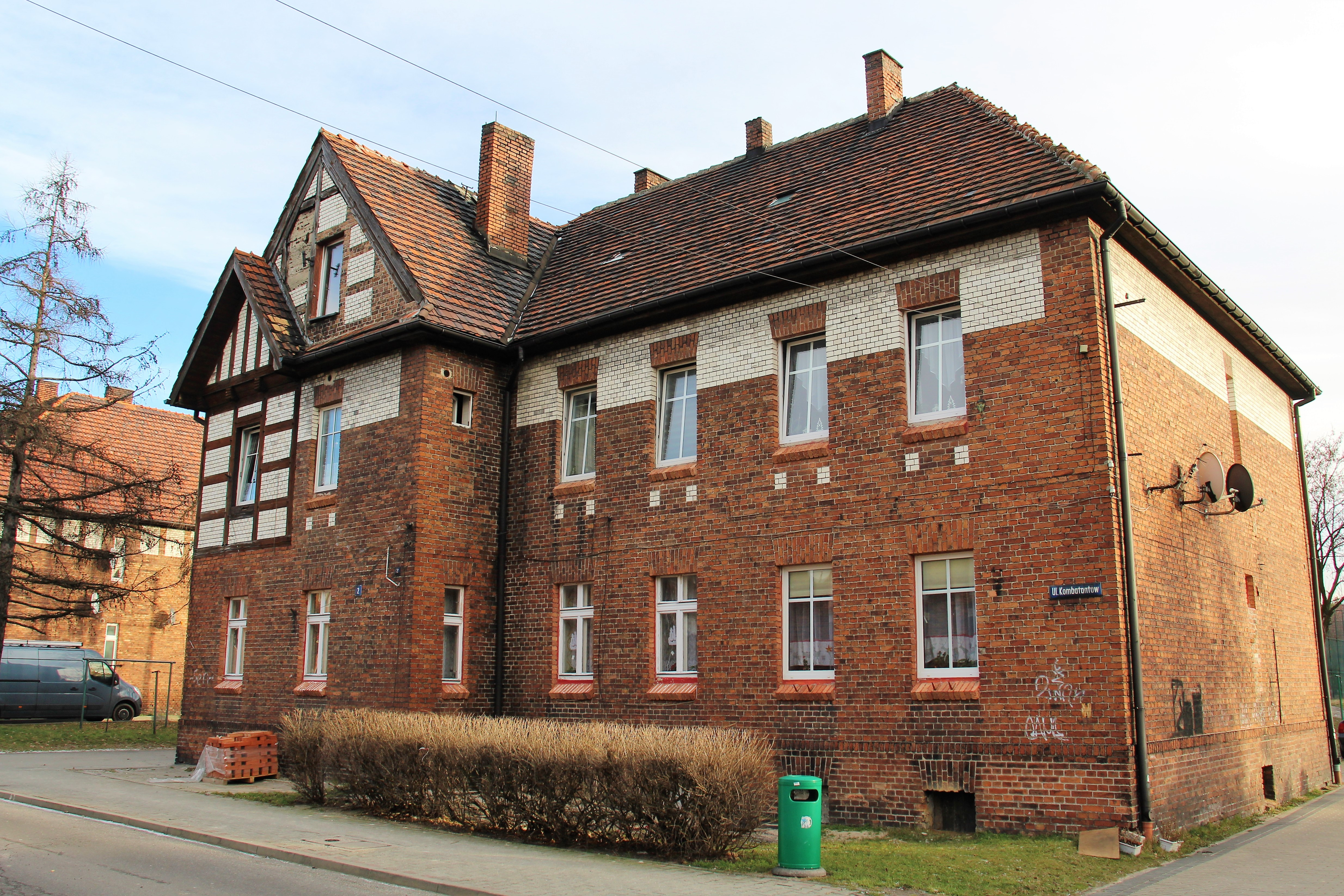
Jeden z familoków
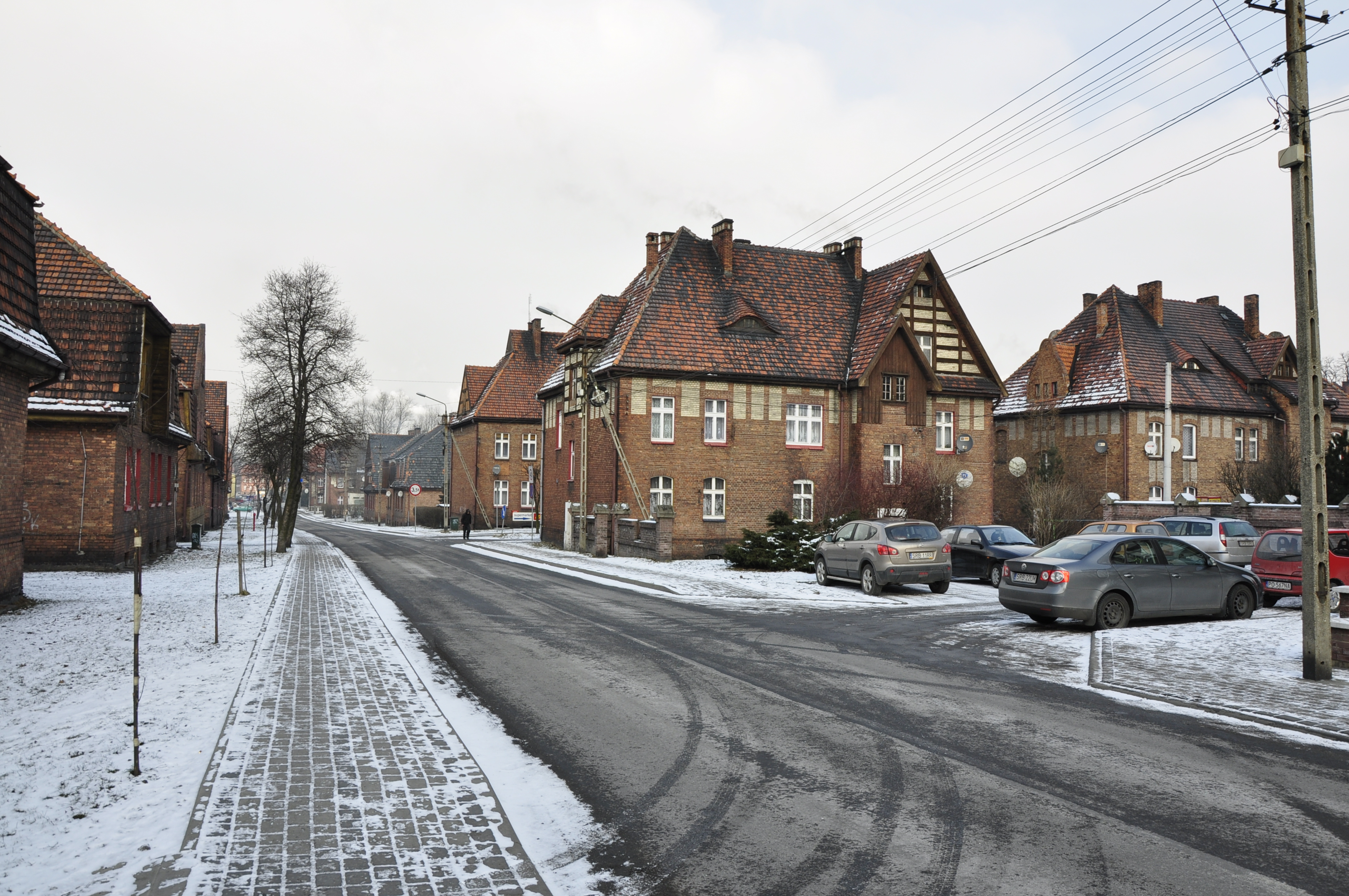
Fragment zespołu zimą